# بيل ميدينا
بيل ميدينا (بالإسبانية: Biel Medina Piris)‏ هو لاعب كرة قدم إسباني في مركز الدفاع، ولد في 22 مارس 1980 في ماهون في إسبانيا. لعب مع أنورثوسيس فاماغوستا وخيمناستيك طركونة وسبورتنغ ماهونيس ونادي أوسبيتاليت ونادي إيبار ونادي ليغانيس.

## وصلات خارجية
- بيل ميدينا على موقع قاعدة بيانات كرة القدم.إي يو (الإنجليزية)
- بيل ميدينا على موقع Soccerway.com (الإنجليزية)
- بيل ميدينا على موقع AS.com (الإسبانية)